# Cyathea amabilis
Cyathea amabilis är en ormbunkeart som först beskrevs av Conrad Vernon Morton, och fick sitt nu gällande namn av Lehnert. Cyathea amabilis ingår i släktet Cyathea och familjen Cyatheaceae. Inga underarter finns listade.